# Chelsea 7750
Chelsea 7750 er en amerikansk stumfilm fra 1913 af J. Searle Dawley.

## Medvirkende
- Henry E. Dixey.
- Laura Sawyer som Kate.
- House Peters som Grimble.
- Martin Faust.